# Бунвілл (Північна Кароліна)
Бунвілл (англ. Boonville) — місто (англ. town) в США, в окрузі Ядкін штату Північна Кароліна. Населення — 1185 осіб (2020).

## Географія
Бунвілл розташований за координатами 36°14′2″ пн. ш. 80°42′35″ зх. д. / 36.23389° пн. ш. 80.70972° зх. д. (36.233807, -80.709714).  За даними Бюро перепису населення США в 2010 році місто мало площу 3,21 км², уся площа — суходіл.

## Демографія
Згідно з переписом 2010 року, у місті мешкали 1222 особи в 525 домогосподарствах у складі 335 родин. Густота населення становила 381 особа/км².  Було 594 помешкання (185/км²).
Расовий склад населення:
| - 91,6 % — білих - 3,5 % — чорних або афроамериканців - 0,3 % — корінних американців - 0,1 % — азіатів - 3,1 % — осіб інших рас |

До двох чи більше рас належало 1,4 %. Частка іспаномовних становила 5,2 % від усіх жителів.
За віковим діапазоном населення розподілялося таким чином: 23,8 % — особи молодші 18 років, 56,3 % — особи у віці 18—64 років, 19,9 % — особи у віці 65 років та старші. Медіана віку мешканця становила 42,1 року. На 100 осіб жіночої статі у місті припадало 83,5 чоловіків;  на 100 жінок у віці від 18 років та старших — 77,0 чоловіків також старших 18 років.
Середній дохід на одне домашнє господарство  становив 46 739 доларів США (медіана — 33 783), а середній дохід на одну сім'ю — 58 106 доларів (медіана — 50 000). Медіана доходів становила 45 625 доларів для чоловіків та 33 900 доларів для жінок. За межею бідності перебувало 16,6 % осіб, у тому числі 19,4 % дітей у віці до 18 років та 5,3 % осіб у віці 65 років та старших.
Цивільне працевлаштоване населення становило 504 особи. Основні галузі зайнятості: освіта, охорона здоров'я та соціальна допомога — 38,3 %, роздрібна торгівля — 16,3 %, виробництво — 14,3 %.